# Bentonia
Bentonia ist eine Stadt im Yazoo County im US-Bundesstaat Mississippi. Das U.S. Census Bureau hat bei der Volkszählung 2020 eine Einwohnerzahl von 319 ermittelt.

## Lage
Bentonia liegt am U.S. Highway 49 zwischen Jackson, der Hauptstadt des Bundesstaates, und Yazoo City.

## Bentonia Blues
Der Bentonia Blues ist eine Variante des Country Blues, als deren „Vater“ Henry Stuckey gilt. Die bekanntesten Vertreter dieses Stils stammen aus Bentonia oder der direkten Umgebung des Ortes. Zu nennen sind insbesondere Skip James, Jack Owens und Jimmy „Duck“ Holmes.
In Bentonia wurden drei Hinweistafeln des Mississippi Blues Trail aufgestellt: je eine für Skip James und Jack Owens und eine dritte vor dem Blue Front Cafe, dem Juke Joint von Jimmy „Duck“ Holmes.

## Persönlichkeiten
- Henry Stuckey (1898–1966), Bluesmusiker
- Skip James (1902–1969), Bluesmusiker
- Jack Owens (1904–1997), Bluesmusiker
- Jimmy „Duck“ Holmes (* 1947), Bluesmusiker